# HH-Ferries

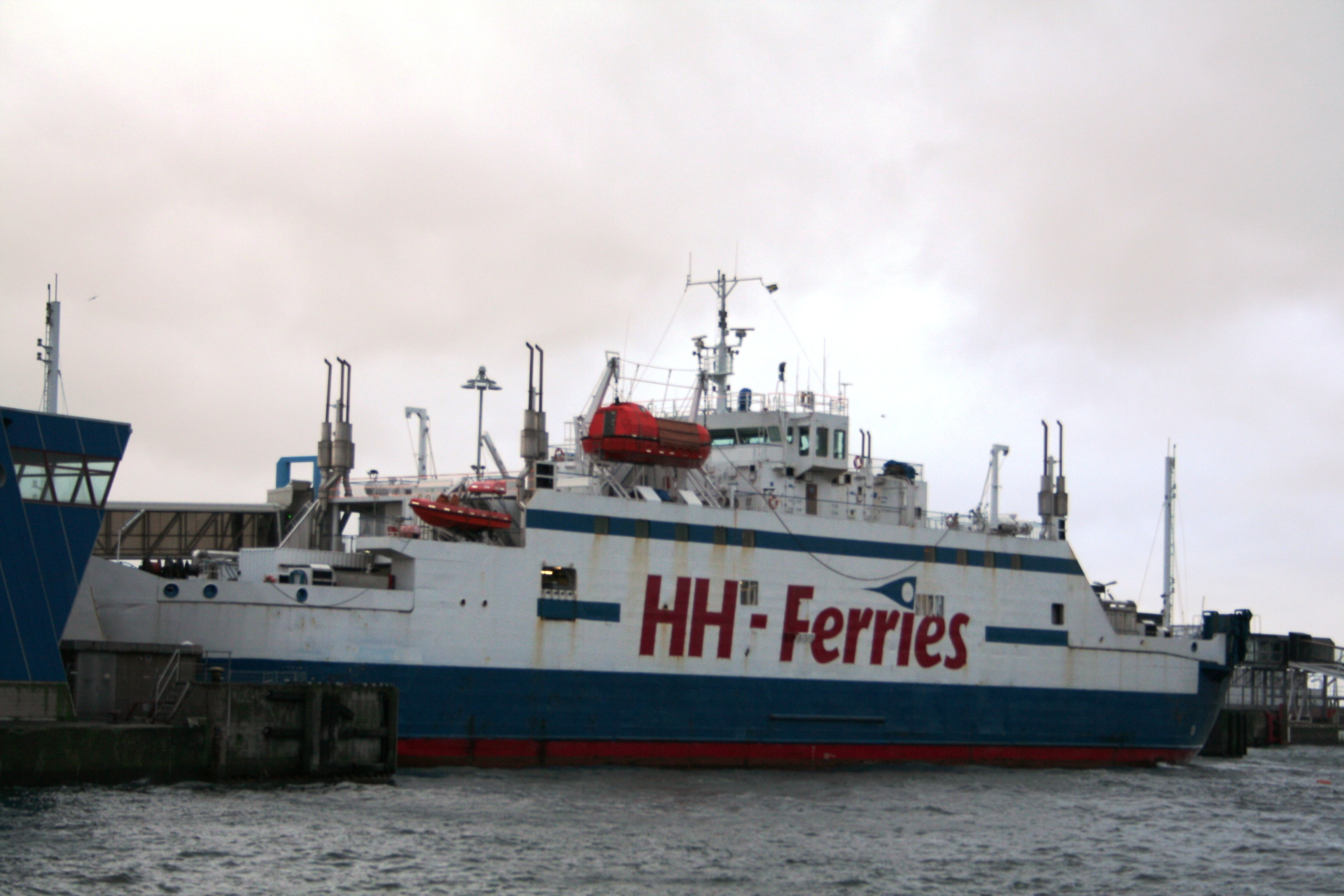
Un ferry d'HH-Ferries dans le port d'Helsingborg.

HH-Ferries est une compagnie maritime danoise assurant en ferry la liaison entre la commune d'Elseneur (en danois Helsingør)  et la ville suédoise d'Helsingborg, qui lui fait face, au-delà du détroit d'Øresund, d’où le nom ‘’’HH’’’ pour Helsingør-Helsingborg. Fondée  en 1996, elle arme et affrète deux navires : le Mercandia VIII, de 1987, et le Mercandia IV, de 1989. Ces sister-ships ont une jauge brute de 4 296 tonneaux , font une centaine de mètres de long et ont été construits par North East Shipbuilders (en), au Royaume-Uni.

### Sources
- Equasis pour les informations générales.
- Det Norske Veritas pour les informations sur les navires.